# Albert Cohen
Abraham Albert Cohen (Corfú, 16 de agosto de 1895 - Ginebra, 17 de octubre de 1981) fue un escritor suizo romandés de origen griego, descendiente de una familia sefardita (Coen) y de expresión francesa.
Su obra más conocida es la novela Bella del Señor (1968), gran premio de novela de la Academia Francesa, aunque hay quien considera Comeclavos (1938) su obra más lograda.

## Biografía
Nació en la isla griega de Corfú en 1895, teniendo un padre de origen judío de la Romandía (Suiza francesa) y una madre judía de Italia. Su familia, dedicada a la fabricación de jabón, decidió emigrar a Marsella cuando Albert tenía 5 años por el comienzo de la decadencia de la fábrica debido al antisemitismo creciente en la isla.
En Francia fundaron un comercio de huevos y aceite de oliva. El escritor evocaría ese periodo en Le livre de ma mère. Aquí comenzó su educación en un establecimiento privado católico. En esta época, es cuando escribe "Ô vous, frères humains", debido a que por la calle le llaman "sucio judío". El joven Albert, corre hasta la estación de Saint-Charles, donde se encierra en un baño y sobre el muro escribe "Vivan los franceses!".
Inició su educación en 1904 en el liceo Thiers, un centro privado católico. El 16 de agosto de 1905 es llamado «sucio judío» en la calle, hecho que relatará en Ô vous, frères humains. En 1909 inicia amistad con Marcel Pagnol y en 1913 termina el bachillerato con la mención «assez bien».
Trabajó en la Sociedad de Naciones en Ginebra siendo esta su principal ocupación. Desarrolló su carrera literaria con largos periodos de silencio.
Su narrativa es de gran coherencia al estar centrada siempre en los mismos personajes: Solal y su pintoresca familia. Por su sentido del humor ha sido comparado con Rabelais.

## Obra
- Palabras judías (poesía) 1921

- Ezquiel (teatro) 1933

- Solal (novela) 1930

- Comeclavos (novela) 1938

- Bella del Señor (novela) 1968

- Los esforzados (novela) 1969

- El libro de mi madre (memorias) 1954

- Vosotros, hermanos humanos (memorias) 1972

- Carnet 1978 (memorias)1979